# Álof Árbót Haraldsdóttir
Álof Haraldsdóttir, detto Árbót (in norvegese: Ålov Årbot Haraldsdóttir; 875 circa – dopo il 927), fu principessa di Norvegia.

## Biografia
Álof Haraldsdóttir detta Árbót fu la primogenita di re Harald I Bellachioma e Gyða, figlia di Eiríkr, re di Hordaland.
Secondo l'Heimskringla nacque probabilmente attorno all'875 in un luogo non specificato.
Nell'892 i fratellastri Guðrøðr e Hálfdanr, frustrati per la mancata concessione di potere politico ai figli da parte di Harald, uccisero Ragnvald Eysteinsson, jarl di Møre e Romsdal e suo intimo amico, bruciandolo nella sua casa insieme ad altri sessanta uomini. Guðrøðr si stabilì al suo posto come nuovo jarl del Møre mentre Hálfdanr fuggì alle Orcadi. Harald allora mosse con l'esercito contro il figlio che non potendolo contrastare si sottomise e fu esiliato nell'Agder. Il re poi affidò il governo del Møre a Þórir il Silenzioso, figlio di Ragnvald, a cui Álof andò in sposa. I due ebbero una figlia, Bergljót, che andò in sposa a Sigurðr Hákonarson, jarl di Trøndelag e Hålogaland.